# Stephen Collins
Stephen Collins (n. 1 octombrie 1947, Des Moines, Iowa, SUA) este un actor american ce joacă rolul Reverendului Eric Camden în serialul Al 7-lea Cer.

## Filmografie

### Filme
| An   | Titlu                         | Rol                              | Note                          |
| ---- | ----------------------------- | -------------------------------- | ----------------------------- |
| 1976 | All the President's Men       | Hugh W. Sloan Jr.                |                               |
| 1977 | Between the Lines             | Michael                          |                               |
| 1978 | Fedora                        | Young Barry Detweiler            |                               |
| 1979 | The Promise                   | Michael Hillyard                 |                               |
| 1979 | Star Trek: The Motion Picture | Captain/Commander Willard Decker |                               |
| 1980 | Loving Couples                | Greg                             |                               |
| 1985 | Brewster's Millions           | Warren Cox                       |                               |
| 1986 | On Dangerous Ground           | Dr. David Lowell                 | Alternate title: Choke Canyon |
| 1986 | Jumpin' Jack Flash            | Marty Phillips                   |                               |
| 1989 | The Big Picture               | Attorney                         |                               |
| 1990 | Stella                        | Stephen Dallas                   |                               |
| 1992 | My New Gun                    | Gerald Bender                    |                               |
| 1996 | The First Wives Club          | Aaron Paradis                    |                               |
| 1999 | Drive Me Crazy                | Mr. Maris                        |                               |
| 2003 | The Commission                | Joseph A. Ball                   |                               |
| 2006 | Blood Diamond                 | Ambassador Walker                |                               |
| 2007 | Because I Said So             | Joe Dresden                      |                               |
| 2008 | Hole in the Paper Sky         | Mr. Benson                       |                               |
| 2012 | The Three Stooges             | Mr. Harter                       |                               |
| 2014 | Penance                       | Priest                           | Scurtmetraj                   |

- 1978 Mitul Fedorei (Fedora), regia Billy Wilder